# Arginina
L'arginina (Arg, R) és un α-aminoàcid. La forma L és un dels 21 aminoàcids proteics més comuns. En mamífers l'arginina es classifica com a aminoàcid essencial segons l'etapa de desenvolupament i l'estat de salut de l'individu.

## Estructura
L'arginina pot ser considerada un aminoàcid amfipàtic, car la part de la cadena lateral pròxima a l'esquelet és llarga, conté carboni i és hidròfoba, mentre que l'extrem de la cadena lateral és un complex grup guanidínic. Amb un pKa > 12, el grup guanidínic està carregat positivament en ambients àcids i neutres. Com a conseqüència del sistema conjugat entre el doble enllaç i els grups dels nitrògens, la càrrega positiva està deslocalitzada. Aquest grup pot formar diversos ponts d'hidrogen. Així normalment se'l considera un aminoàcid polar i no hidròfob.

## Síntesi
L'arginina és sintetitzada des de la citrulina per l'acció seqüencial dels enzims citosòlics argininosuccinat sintetasa (ASS) i argininosuccinat liasa (ASL). Açò és energèticament costós, ja que cada molècula d'argininosuccinat requereix la hidròlisi d'adenosina trifosfat (ATP) a adenosina monofosfat (AMP), és a dir, dues hidròlisis alliberadores d'energia.
La citrulina pot derivar de múltiples fonts: 
- de la via de l'arginina òxid nítric sintasa (NOS);
- de la via de l'ornitina, catabolisme de la prolina, de la glutamina o del glutamat
- de la via de la dimetilarginina asimètrica (ADMA), via DDAH.

Els camins que uneixen l'arginina, la glutamina i la prolina, són bidireccionals. Així, la xarxa d'utilització o de producció d'aquestos aminoàcids és altament dependent del tipus de cèl·lula i de l'etapa del desenvolupament.
En la base de tot el cos, la síntesi d'arginina ocorre principalment en l'eix intestinal-renal, on en les cèl·lules epitelials de l'intestí prim, que produeixen citrulina primàriament de glutamina i glutamat, col·laboren amb les cèl·lules proximals dels túbuls del ronyó, que extrauen citrulina de la circulació i la converteixen a arginina, que és retornada a la circulació. Conseqüentment, el dany de les funcions renals pot reduir la síntesi endògena d'arginina, incrementant el seu requeriment en la dieta.
La síntesi d'arginina de la citrulina també es dona a baix nivell en moltes altres cèl·lules, i la capacitat per a la síntesi d'arginina pot estar incrementada sota circumstàncies que també indueixen l'òxid nítric sintasa. Així, la citrulina, un coproducte de la reacció catalitzada per NOS, pot ser reciclada a arginina, en una via coneguda com a citrulina-òxid nítric  o via arginina-citrulina. Açò està demostrat pel fet que en molts tipus de cèl·lules, la citrulina pot substituir-se per arginina per a la síntesi de l'òxid nítric. Tanmateix, el reciclatge no és quantitatiu, perquè la citrulina s'acumula amb el nitrat i el nitrit, els productes finals de l'òxid nítric en les cèl·lules productores d'òxid nítric.

## Funció
L'arginina té un paper important en la divisió cel·lular, en la cura de lesions, traient l'amoníac del cos, en la immunitat i en l'alliberació d'hormones.

### En proteïnes
La geometria, la distribució de càrregues i la capacitat per a formar ponts d'hidrogen fan l'arginina ideal per a la unió de grups carregats negativament. Per això l'arginina sol estar en la part externa de les proteïnes, on pot interaccionar amb l'ambient polar.
En proteïnes, l'arginina també pot ser convertida en citrulina. A més pot ser metilada per protein metiltransferases.

### Com a precursor
L'arginina és el precursor immediat de l'òxid nítric, la urea, l'ornitina, i l'agmatina; és necessari per a la síntesi de la creatina; i pot ser usat per a la síntesi de poliamines, citrulina i glutamat. Per ser precursor de l'òxid nítric (relaxa els vasos sanguinis). l'arginina és usada en moltes condicions on la vasodilatació és requerida. La presència de dimetilargina asimètrica (ADMA) inhibeix la reacció de l'òxid nítric per tant l'ADMA és considerat un marcador per a les malalties vasculars, mentre que la L-arginina és considerada un signe d'endoteli saludable

### Implicacions en la replicació viral de l'herpes
Els estudis de cultius de teixits han mostrat la supressió de la replicació viral quan la proporció d'arginina i lisina in vitro afavoreix la lisina. La conseqüència terapèutica d'aquest descobriment no està clara, però l'arginina de la dieta podria afectar l'efectivitat de la suplementació de lisina.